# Tarui (Gifu)
Tarui (垂井町 Tarui-chō?) es un pueblo localizado en la prefectura de Gifu, Japón. En octubre de 2019 tenía una población estimada de 26.792 habitantes y una densidad de población de 469 personas por km². Su área total es de 57,09 km².

## Geografía

### Localidades circundantes
- Prefectura de Gifu
  - Ibigawa
  - Ikeda
  - Ōgaki
  - Sekigahara
  - Yōrō

## Demografía
Según los datos del censo japonés, esta es la población de Tarui en los últimos años.
| 1995   | 2000   | 2005   | 2010   | 2015   |
| ------ | ------ | ------ | ------ | ------ |
| 28.736 | 28.935 | 28.895 | 28.505 | 27.556 |